# (5808) Babelʹ
(5808) Babelʹ (1987 QV10) – planetoida z grupy pasa głównego asteroid okrążająca Słońce w ciągu 5,21 lat w średniej odległości 3 j.a. Odkryta 27 sierpnia 1987 roku.